# Луций Аврелий Кота (консул 65 пр.н.е.)
Вижте пояснителната страница за други личности с името Луций Аврелий Кота.
Луций Аврелий Кота (на латински: Lucius Aurelius Cotta) e политик на късната Римска република.
Той е син на Гай Аврелий Кота и Рутилия. Той е брат на Гай Аврелий Кота (консул 75 пр.н.е.) и Марк Аврелий Кота (консул 74 пр.н.е.) и доведен брат на Аврелия Кота (от втория брак на Рутилия), майката на Юлий Цезар.
През 70 пр.н.е. той става претор. Прокарва закона lex Aurelia iudiciaria за реформа на съда.
През 66 пр.н.е. той и Луций Манлий Торкват дават успешно под съд избраните консули за измама на изборите и двамата стават консули през 65 пр.н.е.
Първо избраните за консули за 65 пр.н.е. са Публий Автроний Пет и Публий Корнелий Сула, които малко след това са обвинени и осъдени заради ambitus (подкуп) и са подменени. Към края на 66 пр.н.е. се образува заговор с цел, анулирването на изборите да е невалидно. Този заговор не успява. Историчността на този така наречен „първи заговор на Катилина“ е несигурна.
През 64 пр.н.е. Кота става цензор, но трябва да напусне, заради конфликт с народните трибуни.
Кота вероятно иска през 44 пр.н.е. като Quindecimvir sacris faciundis да провъзгласи Цезар за крал за войната с Парта.
В гражданската война 49 – 45 пр.н.e. е на страната на Цезар.